# Альбин, Кито
Ки́то А́льбин, немецкий вариант — Христиан Альбин (н.-луж. Kito Albin, нем. Christian Albin; 25 июля 1802 года, деревня Ясень, Нижняя Лужица — 11 июля 1888 года, село Горенов, Нижняя Лужица) — лютеранский священник, нижнелужицкий писатель, переводчик и общественный деятель, автор религиозных сочинений.

## Биография
Родился 25 июля 1802 года в серболужицкой крестьянской семье в селе Ясень в окрестностях города Шпремберг, Нижняя Лужица. После окончания гимназии в Котбусе изучал лютеранское богословие в городе Галле. С 1828 по 1884 год служил священнослужителем в деревне Горенов, первоначально — помощником настоятеля и с 1833 года — настоятелем. В 1884 году вышел на пенсию.
В 1850 году был одним из основателей Серболужицкого братства в Нижней Лужице, которое занималось издательской деятельностью на нижнелужицком языке. Будучи членом этого братства перевёл с немецкого языка на нижнелужицкий сочинение под названием «Źiwne tšojenje tego bogego Heinricha», которое издал в 1850 году в Котбусе. Это сочинение стало одним из первых светских прозаических переводов на нижнелужицкий язык. В 1868 году издал Библию на нижнелужицком языке. Написал несколько религиозных книг.